# يوهان هينريتش فديكند
يوهان هينريتش فديكند (بالألمانية: Johann Heinrich Wedekind)‏ هو رسام ألماني، ولد في 15 أغسطس 1674 في تالين في إستونيا، وتوفي في 8 أكتوبر 1736 في سانت بطرسبرغ في روسيا.